# Thrust (альбом)
Thrust — тринадцатый студийный альбом джаз-фанкового клавишника и пианиста Херби Хэнкока, выпущенный в сентябре 1974 года на лейбле Columbia Records.

## История создания
В записи альбома приняли участие в основном те же музыканты, которые записывали предыдущий альбом Head Hunters: Херби Хэнкок на клавишных, Бенни Мопин на саксофоне, бас-кларнете и флейте, Пол Джексон на басу и Билл Саммерс на перкуссии. Харви Мейсон, чьи обязательства в студии не позволяли гастролировать с группой, был заменен старым другом Пола Джексона, барабанщиком из Окленда (Калифорния) Майком Кларком, который оказал большое влияние на общее звучание альбома. Появление Кларка, по выражению журнала JAZZIZ, «добавило ещё больше выразительности и без того хорошо отлаженной фанк-машине».
Хэрби Хэнкок, как и участники группы Weather Report, избегал такого важного инструмента джаз-фьюжн как электрогитара. У Хэнкока акцент в музыке этого периода делается на фанке, а не на роке, особенно с заметным отсутствием электрогитары в звучании группы (в отличие от джаз-рокового коллектива Mahavishnu Orchestra Джона Маклафлина).

## Об альбоме
Стилистически Thrust является продолжением Head Hunters — в своих четырёх длинных, но плотных треках он сочетал достижения джазовой импровизационной сложности с ритмами фанка. Хэнкок использовал несколько новых синтезаторов для этого проекта от компании ARP Instruments. Здесь он играет на ARP Odyssey, ARP Soloist, ARP 2600 и ARP String Ensemble, наряду со традиционными Fender Rhodes и  клавинетом Hohner. Его синтезаторы доминируют в первой половине альбома, переключаясь между многочисленными тембрами, находя новые ритмические и гармонические возможности.
Херби был заинтересован в том, чтобы группа освободилась от ограничений и подбросила несколько свежих идей. Соавторами композиций второй стороны пластинки стали все участники коллектива.

### Palm Grease
Открывающую альбом композицию «Palm Grease» Херби Хэнкок написал вокруг грува, который Майк Кларк с Полом Джексоном играли на саундчеке. Песня была записана легко — с первого дубля. Это быстрый джаз-фанковый номер с великолепным саксофонным соло Бенни Мопина и латиноамериканским перкуссионным настроением Билла Саммерса. Трек «Palm Grease» был переработан и использовался как вступительная тема к американскому фильму 1974 года «Жажда смерти» с Чарльзом Бронсоном.

### Actual Proof
Номер «Actual Proof» был написан Херби Хэнкоком для саундтрека к малоизвестному фильму «The Spook Who Sat by the Door» 1973 года. Композиция была одной из песен, изначально записанных для LP Head Hunters в 1973 году с барабанщиком Харви Мейсоном. Она была перезаписана с новой аранжировкой, чтобы Майк Кларк мог появиться на всех треках LP Thrust. По словам Кларка, «Actual Proof» — буддийский термин, который означает, что посредством песнопения «Наму-Мё-Хо-Рэн-Гэ-Кё» можно преобразовать свою внутреннюю жизнь, и окружающая среда ответит тем же. Напевание этой мантры во время медитации в студии помогло барабанщику сконцентрироваться, и вся группа записала трек с одного дубля. Композиция «Actual Proof» прочно вошла в концертный репертуар Херби Хэнкока и с тех пор регулярно исполняется им в «живых» выступлениях.

### Butterfly
Открывающая вторую сторону оригинального LP баллада «Butterfly», по воспоминаниям Майка Кларка, была записана на следующий день после «Actual Proof». Это расслабленная мелодия с Бенни Мопином, играющим на бас-кларнете и сопрано-саксофоне. Херби Хэнкок делает дополнение на клавишных к соло Мопина, используя звук синтезатора, чтобы представить полет бабочки. Басовая линия Пола Джексона добавляет глубокий фанковый контрапункт к легкости Fender Rhodes, устанавливая динамический и ритмический баланс.
Радиоведущая Николь Суини в своём обзоре для The New York Times описывает, как ноты синтезатора Хэнкока «начинают ползти к вашей душе, щекоча каждую её часть, как гусеница на предплечье. Затем гусеница начинает сбрасывать свой кокон, и можно наблюдать, как происходит превращение, и музыка обретает другую жизнь — крылья прорастают, и слушатель буквально ощущает прекрасную бабочку, которая взлетела, с изяществом и трепетом, от которых захватывает дух».

### Spank-A-Lee
Завершает альбом самый короткий трек «Spank-A-Lee» — оптимистичный фанковый номер на основе сложного грува, который создали Джексон и Кларк, с интересными аранжировками духовых инструментов. В этой композиции тенор-саксофон Бенни Мопина, пропущенный через педаль wah-wah, взаимодействует с вязким звуком синтезатора Херби Хэнкока.

## Обложка альбома
Обложку альбома снова нарисовал художник Роберт Спрингетт, который изобразил Херби Хэнкока в роли пилота космического корабля-пузыря с синтезатором вместо пульта управления. Корабль приближается к ранее затерянному городу инков Мачу-Пикчу в перуанских Андах. Космонавт Херби снова появляется на обложке концертного релиза Flood 1975 года, выпущенного только в Японии, на этот раз без корабля и с космическим шлемом, покрывающим его голову, что указывает на то, что он приземлился на планете.

## Релиз и критика
Thrust был выпущен 6 сентября 1974 года лейблом Columbia Records и поднялся до 1-го места в чарте Billboard Traditional Jazz Albums, до 2-го места в чарте Billboard R&B Albums (26 недель) и до 13-го места в чарте Billboard Pop Albums (23 недели).
Альбом в целом вызвал смешанные отзывы критиков. Онлайн-издание All About Jazz в своей рецензии пишет: «Thrust содержит некоторые из самых мастерских электрических исследований Хэнкока, он явно наслаждается масштабом своих новых инструментов, включая клавинет и wah-wah, а Пол Джексон каким-то образом выходит за привычные рамки, иногда играя едва заметно чуть впереди или позади битов Кларка, создавая попеременно более ритмичный или более выдвинутый вперед грув. Высочайший уровень». Обозреватель онлайн-журнала Treble пишет: «Слушая Thrust, вы чувствуете что-то, что дышит, и ощущается совершенно радостным и пойманным в моменте…  Это не совсем на том уровне инноваций, как два предыдущих альбома Хэнкока, но джаз не производил настолько фанковых альбомов с тех пор».
Журнал Jazzwise более критично оценивает эту работу Хэнкока. Сравнивая альбом Thrust с предыдущим альбомом группы, обозреватель журнала отмечает те же настойчивые ритмы и такие же сильные басовые линии, что и у Head Hunters. Однако, по мнению критика Алина Шиптона, в альбоме немного больше электронного звучания от технических новинок Херби и немного меньше содержания. Такой трек, как «Actual Proof», представляет собой странный контраст между гармонической плотностью периода Мвандиши и более спартанскими ритмами Head Hunters. Похожего мнения придерживается музыкальный критик Пьеро Скаруффи, который пишет: «На Thrust (1974) Хэнкок, казалось, больше интересовался изучением последних технологических инноваций, чем исполнением музыки, но, помимо трех стереотипных электронных фанк-треков, он также написал одиннадцатиминутную „Butterfly“, одну из своих самых романтических мелодий». Тем не менее, Скаруффи включил Thrust в свой список «100 лучших джазовых альбомов».
Музыкальный критик Билл Адлер в своей рецензии для газеты Ann Arbor Sun пишет: «В целом, Thrust — это, несомненно, развлекательная джазовая музыка, подходящая для вечеринок, в которой есть предсказуемое качество и гладкость, что немного умаляет общий эффект. Настоятельно рекомендуется, только если у вас нет Head Hunters».
В 1974 году Херби Хэнкок стал победителем опроса читателей журнала DownBeat в категории лучшего исполнителя на синтезаторе. Обозреватель журнала считает, что альбом Thrust 1974 года укрепил траекторию своего предшественника, загрузив еще две мелодии в канон Херби: «Actual Proof» и «Butterfly».

## Список композиций
Слова и музыка всех песен — Херби Хэнкок, кроме отмеченных отдельно.
| №                   | Название            | Длительность |
| ------------------- | ------------------- | ------------ |
| 1.                  | «Palm Grease»       | 10:38        |
| 2.                  | «Actual Proof»      | 9:42         |
| Общая длительность: | Общая длительность: | 19:57        |

| №                   | Название            | Автор(ы)                        | Длительность |
| ------------------- | ------------------- | ------------------------------- | ------------ |
| 3.                  | «Butterfly»         | Хэнкок, Бенни Мопин             | 11:17        |
| 4.                  | «Spank-a-Lee»       | Хэнкок, Майк Кларк, Пол Джексон | 7:12         |
| Общая длительность: | Общая длительность: | Общая длительность:             | 18:14        |

## Участники записи
- Херби Хэнкок — электропианино Fender Rhodes, клавинет Hohner D6, ARP Odyssey, солист ARP, ARP 2600, струнный ансамбль ARP
- Бенни Мопин — тенор-саксофон, сопрано-саксофон, саксофон, бас-кларнет, альтовая флейта
- Пол Джексон — электробас
- Майк Кларк — ударные
- Билл Саммерс — перкуссия